# Melichthys niger
Espèce
Le Baliste noir (Melichthys niger) est une espèce de poissons tetraodontiformes.